# Sociedade Esportiva de Picos
A Sociedade Esportiva de Picos (SEP), ou simplesmente Picos, é um clube brasileiro de futebol, da cidade de Picos, no estado do Piauí. Fundado no dia 8 de fevereiro de 1976, o clube teve seu momento de auge durante a década de 1990, quando venceu quatro estaduais. Foi o primeiro clube do interior piauiense a vencer um campeonato estadual.
A SEP enfrentou em sua estreia o time do Tiradentes de Teresina, no estádio Helvídio Nunes e sagrou-se campeã estadual pela primeira vez em 1991, vencendo na decisão o River de Teresina-Pi pelo placar de 1 x 0, gol marcado pelo meia esquerda Natinho.

## Títulos
| NACIONAIS      | NACIONAIS                               | NACIONAIS | NACIONAIS               |
|                | Competição                              | Títulos   | Temporadas              |
| -------------- | --------------------------------------- | --------- | ----------------------- |
| Brasil · Piauí | Torneio Seletivo Piauiense para Série C | 1         | 1999                    |
| ESTADUAIS      |                                         |           |                         |
|                | Competição                              | Títulos   | Temporadas              |
|                | Campeonato Piauiense                    | 4         | 1991, 1994, 1997 e 1998 |
|                | Campeonato Piauiense - Segunda Divisão  | 2         | 2007 e 2019             |

### Campanhas de destaque
- Vice-Campeonato Piauiense de Futebol: 2008, 2015 e 2020
- Vice-Campeonato da Copa Piauí: 2008 e 2009

## Estatísticas

#### Participações
|  | Participações em 2024 |

| Competição | Competição           | Temporadas | Melhor campanha       | Anos                                                              | P | R |
| Piauí      | Campeonato Piauiense | 29         | Campeão (4 vezes)     | 1977-1980, 1982, 1991-2003, 2008-2013, 2016-2017, 2020-2021, 2024 |   | 5 |
| Piauí      | 2ª Divisão           | 6          | Campeão (2007 e 2019) | 2005, 2007, 2015, 2019, 2022-2023, 2025                           | 4 |   |
| Brasil     | Série B              | 1          | 17º colocado (1992)   | 1992                                                              | – | – |
| Brasil     | Série C              | 5          | 19º colocado (1999)   | 1995, 1997-1999, 2008                                             | – | – |
| Brasil     | Série D              | 1          | 65º colocado (2021)   | 2021                                                              | – |   |
| Brasil     | Copa do Brasil       | 5          | 2ª fase (2021)        | 1992, 1998-1999, 2010, 2021                                       |   |   |

Outros
- Copa do Brasil Feminina: 2014

## Ranking da CBF
Ranking da CBF atualizado em dezembro de 2014:
- Posição: 222º
- Pontuação: 50 pontos[2]

Ranking criado pela Confederação Brasileira de Futebol para pontuar todos os clubes do Brasil.